# Na Szerokim Świecie
Na Szerokim Świecie – polski tygodnik, wydawany w latach 1928-1939.  

## Historia
W latach 1928–1931 był wydawany w Krakowie. Przeniesiony do Warszawy, gdzie ukazywał się do 1939 roku. W 1929 roku nakład wynosił 60 tysięcy egzemplarzy.  

Drukowany przez zakłady graficzne Ilustrowanego Kuriera Codziennego w Krakowie. Jeden egzemplarz tygodnika kosztował 30 groszy. Gazeta liczyła 16 stron, część (w tym pierwsza i ostatnia) z nich była kolorowa. 

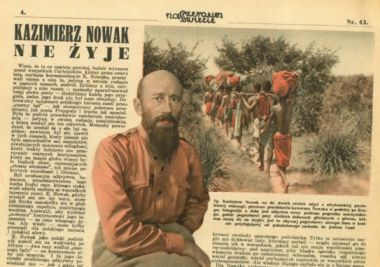
Na Szerokim Świecie, nr 41 z 1937, str. 4 - artykuł informujący o śmierci Kazimierza Nowaka.

Tygodnik zawierał informacje bieżące (rubryka "Tydzień zdarzeń", później "Radiogram tygodnia"), powieści w odcinkach, humor (w tym karykatury polityczne) oraz dział rozrywki. W latach trzydziestych tygodnik zamieszczał ilustrowane relacje z podróży Kazimierza Nowaka w Afryce. Prowadzono także konkurs "Polskie dziecko", w którym nagrody sponsorowane były przez PKO. Publikowano także serie fotografii kobiet zatytułowanych "Typy urody kobiet w Polsce".
Redaktorem naczelnym był prezes grupy Ilustrowanego Kuryera Codziennego – Marian Dąbrowski, redaktorem odpowiedzialnym – Anatol Krakowiecki, a kierownikiem literackim Stanisław Mróz.